# 綠深海狗母魚
綠深海狗母魚（学名：Bathypterois viridensis）為輻鰭魚綱仙女魚目青眼魚亞目爐眼魚科的一種，分布於東大西洋維德角群島及賴比瑞亞海域，屬深海底棲性魚類，深度476-1477公尺，體長可達22.2公分，棲息在大陸坡底層水域，生活習性不明。